# RAF Aldermaston

i7
i11
i13
Die Royal Air Force Station Aldermaston (kurz RAF Aldermaston) war ein Militärflugplatz der Royal Air Force bei Aldermaston in Südengland. Er wurde 1941 angelegt. Nach dem Zweiten Weltkrieg wurden hier Militärpiloten ausgebildet und Wartungsarbeiten durchgeführt, bevor der Flugplatz als ziviler Flugplatz genutzt wurde. Im Jahr 1950 wurde der Flugplatz geschlossen. Auf dem Areal entstand das Atomic Weapons Establishment.